# Прапор Вестерло
Прапор Вестерло був офіційно прийнятий муніципальною радою 24 квітня 1989 року як муніципальний прапор комуни Вестерло в провінції Антверпен. 21 листопада 1989 року він був підтверджений урядом Фландрії та остаточно опублікований 8 грудня 1990 року в офіційному бельгійському державному віснику. Офіційно прапор описується так:
Дев'ять однаково довгих смуг жовтого та червоного кольорів і фестончастий синій край.
Прапор ідентичний лівому щиту, зображеному на муніципальному гербі, який є гербом родини Де Мерод. Сусідній муніципалітет Херселт має схожий прапор, але з синьою великою літерою «Н».

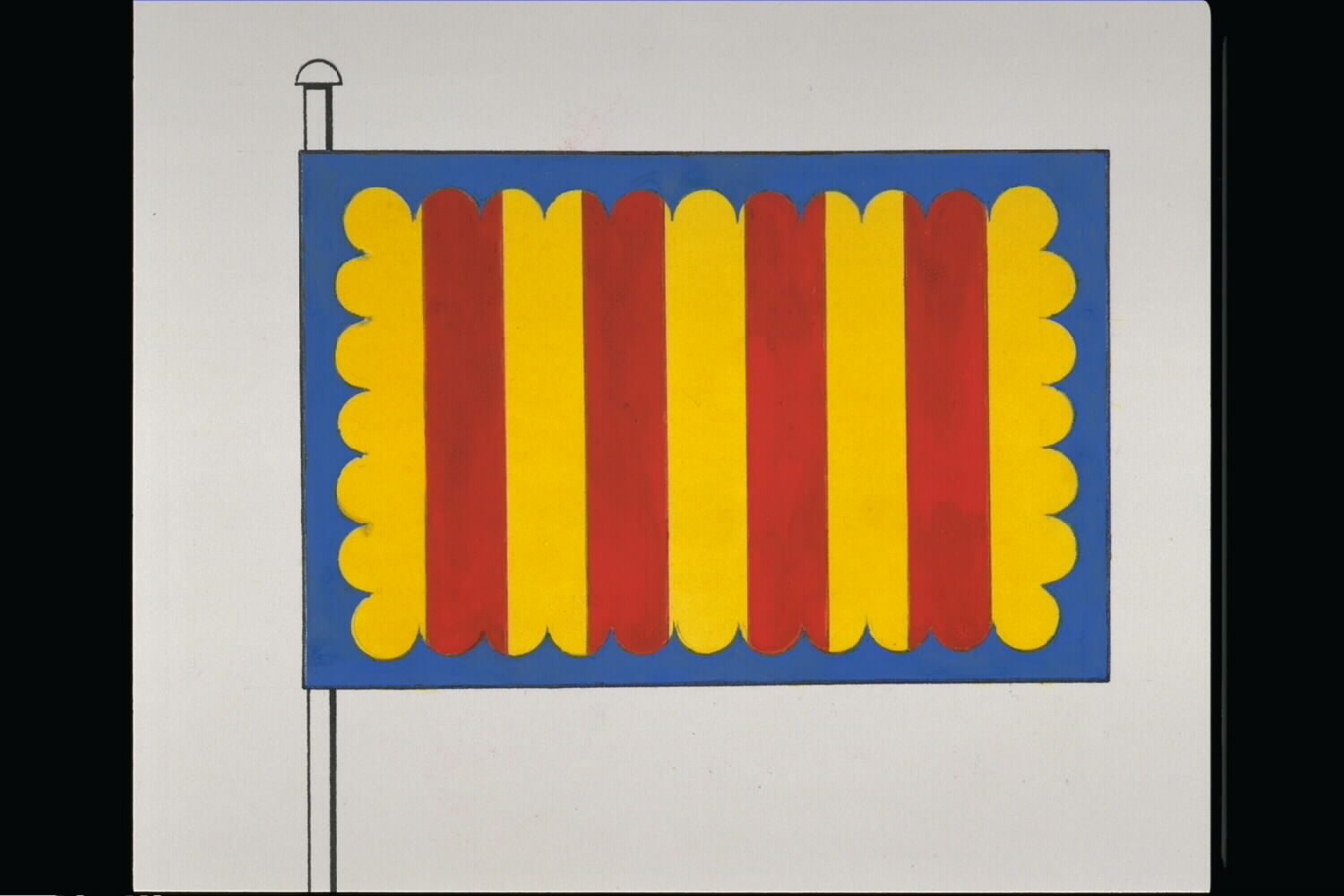
Офіційний малюнок прапора
Герб глави дому де Мерод як маркіза Вестерло.
Герб Вестерло
Прапор Херселта